# Laura Coates
Laura Coates (Saint Paul (Minnesota), Verenigde Staten, 11 juli 1979 is een Amerikaans juridisch analiste voor televisiezender CNN. 
Coates behaalde haar bachelordiploma in de rechten aan de Woodrow Wilson School of Public and International Affairs van de Princeton University. Ze studeerde verder aan de rechtenschool van de Universiteit van Minnesota.
Coates werkte voor resp. het Kabinet-George W. Bush en het Kabinet-Obama op het ministerie van Justitie, afdeling Burgerrechten. Ook was ze werkzaam als adjunct-openbaar aanklager.
In januari 2016 verscheen van haar het boek You Have The Right…: A Constitutional Guide to Policing the Police.
In mei 2016 trad zij als juridisch analist toe tot CNN. Sinds het aantreden van het Kabinet-Trump begin 2017 becommentarieert ze de verwikkelingen vanuit een staatsrechtelijk of strafrechtelijk gezichtspunt. 
Ook is Coates sinds 2017 gastvrouw van de Laura Coates Show op de Afro-Amerikaanse radiozender SiriusXM Urban View.